# گردن‌بند (فیلم ۱۹۴۶)
گردن‌بند (انگلیسی: The Locket) یک فیلم درام به کارگردانی «جان برام» است که در سال ۱۹۴۶ منتشر شد.

## خلاصه داستان
داستان فیلم که به صورت چندین صحنهٔ گذشته‌نمایی روایت می‌شود، در مورد دختر جوانی است که در کودکی و به اشتباه، به دزدیِ گردن‌بند هم‌بازی‌اش، متهم شده بود. او در بزرگسالی، دچار جنون دزدی شده و به‌طور دائم و از روی عادت دروغ می‌گوید. به نظر می‌رسد که این رفتار زشت او، نوعی انتقام از دنیای بی‌رحمی است که او را در کودکی و بدون هیچ گناهی به دزدی متهم کرده بود و اینک او از همهٔ مردم انتقام می‌گیرد.

## بازیگران
- لارین دی
- برایان اهرن
- رابرت میچام
- جین ریموند
- ریکاردو کورتز
- مارتا هایر
- الن کوربی
- شارین مافت
- کاترین اِمِری
- هلن تیمیگ
- هنری استفنسن
- لیلیان فانتین
- ویوین اوکلند
- نلا واکر
- فردریک وُرلاک